# 高雄流石蛾
高雄流石蛾（学名：Rhyacophila kaohsiungensis）为流石蛾科流石蛾屬下的一个种。